# Forcipomyia jamaicensis
Forcipomyia jamaicensis är en tvåvingeart som beskrevs av Wirth 1970. Forcipomyia jamaicensis ingår i släktet Forcipomyia och familjen svidknott. Inga underarter finns listade i Catalogue of Life.